# Kath Soucie
Kath Soucie (ur. 18 listopada 1953) – amerykańska aktorka głosowa. Znana między innymi z udzielania głosu dla postaci Króliczki Loli w filmie animowanym Kosmiczny mecz, Linki w serialu animowanym Kapitan Planeta i planetarianie, roli jednego z Bliźniaków Cramp – Luciena, a także mamy Dextera w Laboratorium Dextera oraz roli Kangurzycy w filmach o Kubusiu Puchatku.

## Filmografia
- 1986: Prawdziwi pogromcy duchów jako Janine Melnitz
- 1986: Mój mały kucyk jako Gwiazdeczka / Tiffany
- 1988: Denver, ostatni dinozaur jako Casey; Heather
- 1990: Królewna Śnieżka jako Królewna Śnieżka
- 1990: Ponadczasowe Opowieści z Hallmarku jako Pluszowy Miś
- 1990: Kapitan Planeta i planetarianie jako Linka
- 1990: Widget jako Brian / Kristine
- 1990: Śliczne świnki
- 1995: Mój przyjaciel smok jako Tillie
- 1996: Laboratorium Dextera jako mama Dextera
- 1996: Potężne Kaczory jako Lucretia DeCoy
- 1996: Kosmiczny mecz jako Króliczka Lola
- 1997: Piękna i Bestia. Zaczarowane święta jako kobieta
- 1997: Opowieść wigilijna jako pani Cratchit
- 1997: 101 dalmatyńczyków
- 1998: Dzielny mały Toster jedzie na Marsa jako Tieselica
- 1999: Futurama
- 1999: Weekendowcy jako Petratishkovna "Tish" Katsufrakis
- 1999: Mike, Lu i Og jako Margery/Świnia
- 2000: Mały kotek Feliks i przyjaciele jako Tattoo
- 2000: Życie i przygody Świętego Mikołaja jako Natalie / Mayrie
- 2000: Pełzaki w Paryżu jako Lil DeVille / Phil DeVille / Betty DeVille
- 2000: Tygrys i przyjaciele jako Kangurzyca
- 2001: Bliźniaki Cramp jako Lucien
- 2001: Magiczna gwiazdka Mikiego: Zasypani w Café Myszka jako Kangurzyca
- 2002: Piotruś Pan: Wielki powrót jako Starsza Wendy Darling
- 2002: Kubuś Puchatek: Puchatkowego Nowego Roku jako Kangurzyca
- 2003: Nawiedzony dom (Animatrix) jako Pudgy / Masa / Sara
- 2003: 101 dalmatyńczyków II. Londyńska przygoda jako Perdita
- 2003: Prosiaczek i przyjaciele jako Kangurzyca
- 2004: Maleństwo i przyjaciele jako Kangurzyca
- 2005: Kubuś i Hefalumpy jako Kangurzyca
- 2008: The Spectacular Spider-Man jako dr Martha Connors, Anna Watson
- 2008: Małpy w kosmosie jako dr Smothers
- 2009: Zielona Latarnia: Pierwszy lot jako Arisia Rrab

### Gry
- Cartoon Network Racing jako mama Dextera
- Baldur's Gate II jako Aerie